# علم الشعر وأمراضه
علم الشعر وأمراضه هو فرع الأمراض الجلدية الذي يتناول الدراسة العلمية لصحة الشعر وفروة الرأس.
تأسس معهد علماء الشعر في عام 1902.